# Trigonocorypha unicolor
Trigonocorypha unicolor är en insektsart som först beskrevs av Stoll, C. 1787.  Trigonocorypha unicolor ingår i släktet Trigonocorypha och familjen vårtbitare. Inga underarter finns listade i Catalogue of Life.